# شایربروک
latitudeشایربروکlongitudeشایربروک
شایربروک (به انگلیسی: Shirebrook) یک منطقهٔ مسکونی در انگلستان است که در میدلند شرقی واقع شده‌است.

## خصوصیات
شایربروک ۹٬۲۹۱ نفر جمعیت دارد.